# Maiko Kemper
Maiko Kemper (21 december 1960) is een Nederlands acteur. Kemper studeerde in juni 1990 af aan de Hogeschool voor de Kunsten in Arnhem. Landelijke bekendheid kreeg hij door zijn rol als dokter Erik van Overeem in Goudkust.

## Filmografie
- 1995 - Onderweg naar Morgen - Marcel Boomgaard (1995)
- 1996-1999 - Unit 13 - patholoog-anatoom
- 1997-1999 - Goudkust - Dr. Erik van Overeem (1997-1999, 2000)
- 1999 - Baantjer - Willem Pelt
- 1999 - Westenwind - Adriaan van Apeldoorn (1999-2003)
- 2006 - Keyzer & De Boer Advocaten - Philip Lijssen
- 2006 - Zwartboek - Siegfried
- 2008 - Flikken Maastricht - Paul Jansen
- 2008 - De co-assistent - Detective